# Isabel Guedes de Brito
Isabel Guedes de Brito (Bahia, 1753) ou Isabel Maria Guedes de Brito foi uma personagem da história brasileira, entre o fim do século XVII e o início do século XVIII. Senhora de terras na Bahia, de origem indígena, herdeira de grande riqueza aculumada pelo pai, lutou contra os preconceitos para garantir seu patrimônio, muitas vezes contestado por sua ascendência materna.

## Biografia
Era filha bastarda, depois legitimada, de Antônio Guedes de Brito, potentado baiano, mestre-de-campo. Viúva do Capitão Antônio da Silva Pimentel, sentindo-se desamparada, deu a Manuel Nunes Viana procuração para defender seus direitos sobre os imensos domínios herdados do pai.
Sua filha Joana da Silva Caldeira Pimentel Guedes de Brito herdou sua grande fortuna (das duas maiores da Bahia, pois só tinha rival na fortuna da Casa da Torre) e foi consequentemente procurada para se casar com um fidalgo, D. João Mascarenhas, filho do conde de Coculim, por volta de 1717. Vinha a ser parente de D. Pedro de Almeida Portugal, conde de Assumar, governador de São Paulo e das Minas do Ouro, nessa época.
D. João Mascarenhas, nascido em 1682, morreu em Lisboa em 22 de Junho de 1729. Era filho de D. Francisco Mascarenhas, 1º conde de Coculim e de D. Maria Josefa de Noronha, filha de  D. Francisco Luís Baltazar da Gama, 2º marquês de Niza e de D. Helena da Silveira e Noronha.  Não houve descendência deste casamento - aliás, Joana não teria filhos nem do segundo marido, pois se casou com mais de 60 anos.
Enviuvando, Joana foi outra vez buscada para casar-se com outro fidalgo, numa das raras vezes em que fidalgos de Portugal se casaram com mulheres brasileiras.
O segundo marido, muito mais jovem pois nascido em 1715, foi Manuel Saldanha da Gama, sobrinho-neto de D. João de Lencastre e neto de Luís César de Meneses, que foi governador de Angola. Era filho de João de Saldanha da Gama, 41º vice-rei da Índia, e de Joana Bernarda de Noronha e Lancastre. O irmão mais velho de Manuel foi Luis de Saldanha da Gama Melo Torres, 4º conde da Ponte. Outro irmão, D. Francisco de Saldanha da Gama seria 3º cardeal patriarca de Lisboa.